# Acharacle
Acharacle (Ath-Tharracail en gaélique écossais) est un village écossais de la région d'Ardnamurchan, dans le district de Lochaber (Highland).

## Histoire
Le nom du lieu est Àth Tharracail en gaélique écossais et signifie « le gué de Tarracal ». Le nom de lieu gaélique est composé de deux éléments du monde : àth (« gué ») et le nom personnel Tarracal. Ce nom personnel est apparenté au gaélique écossais Torcall et à l'anglais Torquil,, qui sont dérivés du vieux norrois Þorketill. Selon la tradition de Moidart notée au XIXe siècle, Torquil était le chef d'un grouype de vikings Norvégiens qui furent poursuivis par Somerled et qui prirent position au bord de la rivière en contrebas d'Acharacle Manse, où ils furent tués.

## Situation géographique
Le village est bâti sur la rive ouest du Loch Shiel ; le caractère sauvage des montagnes l'environnant en fait une destination appréciée des alpinistes et randonneurs, ainsi que des naturalistes.
Acharacle est en outre situé à 6 km de Dorlin et des ruines du château de Tioram.

## Galerie

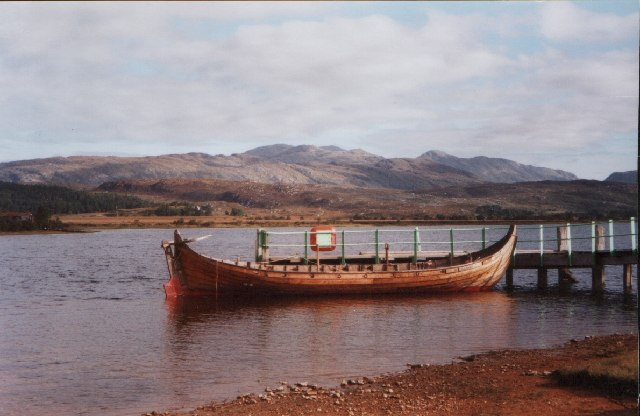
Bateau viking.
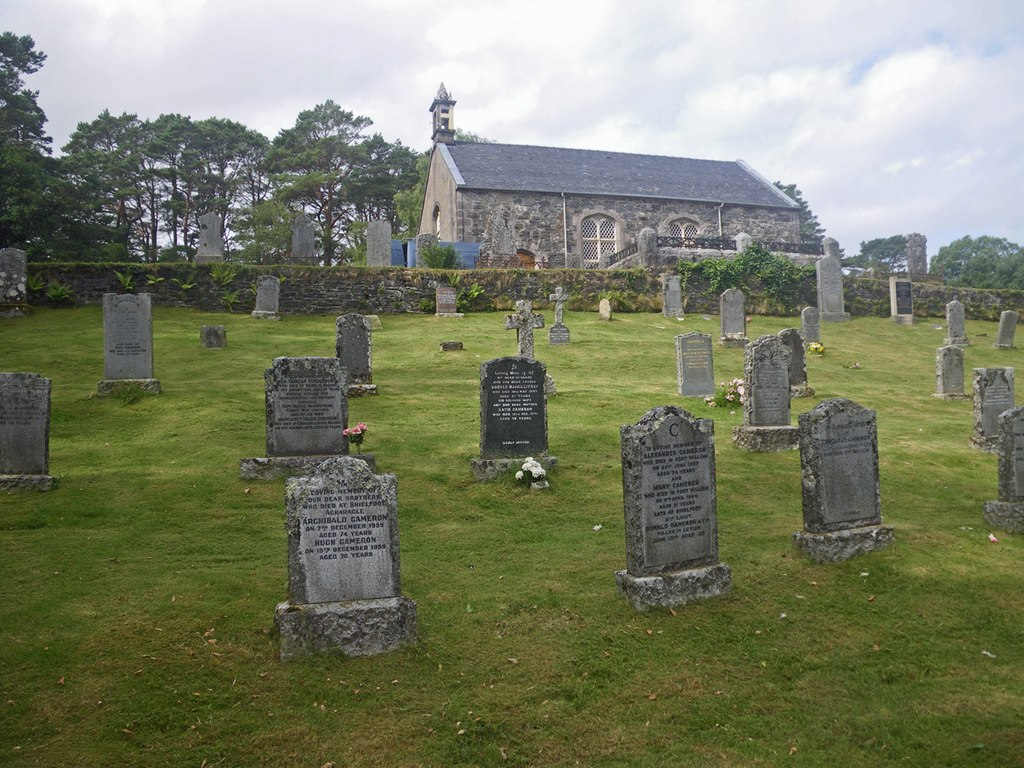
Cimetière.
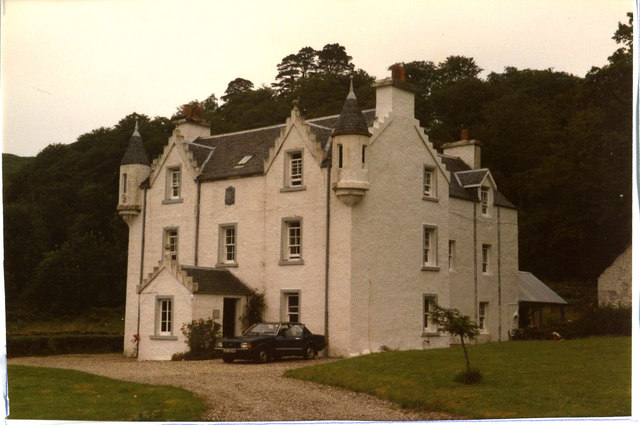
Dalilea House.